# Asklepigenia
Asklepigenia, född 430, död 485, var en grekisk filosof, mystiker och professor vid den nyplatonska skolan i Aten. Hon var dotter till Plutarkos från Alexandria. Hennes far undervisade henne i Aristoteles och Platons läror och i teurgi och kaldeisk mysticism. Hon var bl.a. lärare till Hypatia och till Proklos.  